# Dextrometorfan
Dextrometorfanul (DXM sau DM) este un medicament folosit în general ca antitusiv, fiind vândut sub formă de sirop, pastile, capsule și spray. Dextrometorfanul este derivat din levometorfan, o substanță sintetică care imită efectele opioidelor. Medicamentul este folosit și recreațional. Când este depășită doza normală, dextrometorfanul blochează receptorii NMDA avand ca efecte: protector neuronal față de efectul neurotoxic al activării acestor receptori, împiedicarea apariției hiperalgiei induse de opioide, blocarea toleranței față de efectul analgetic al opiodelor, deci parțial analgezic.
Medicamentul, sub formă de capsule gelationoase sau sirop, se comercializează fără rețetă în Statele Unite ale Americii. Totuși, în România, dextrometorfanul se eliberază doar pe baza unei prescripții medicale.

## Utilizări medicale
Tusea uscată
În principal, dextrometorfanul este utilizat în tratamentul simptomatic al tusei uscate, cauzată de iritații ale laringelui, traheei sau bronhiilor.
Tratarea afecțiunii pseudobulbare
Atunci când este combinat cu chinidina, dextrometorfanul ajută la controlarea afecțiunii pseudobulbare (râs sau plâns incontrolabil).

## Contraindicații și Precauții
Medicamentul nu se administrează copiilor sub 4 ani, conform recomandărilor Food and Drug Administration. Administrarea la copiii foarte mici poate cauza moartea.

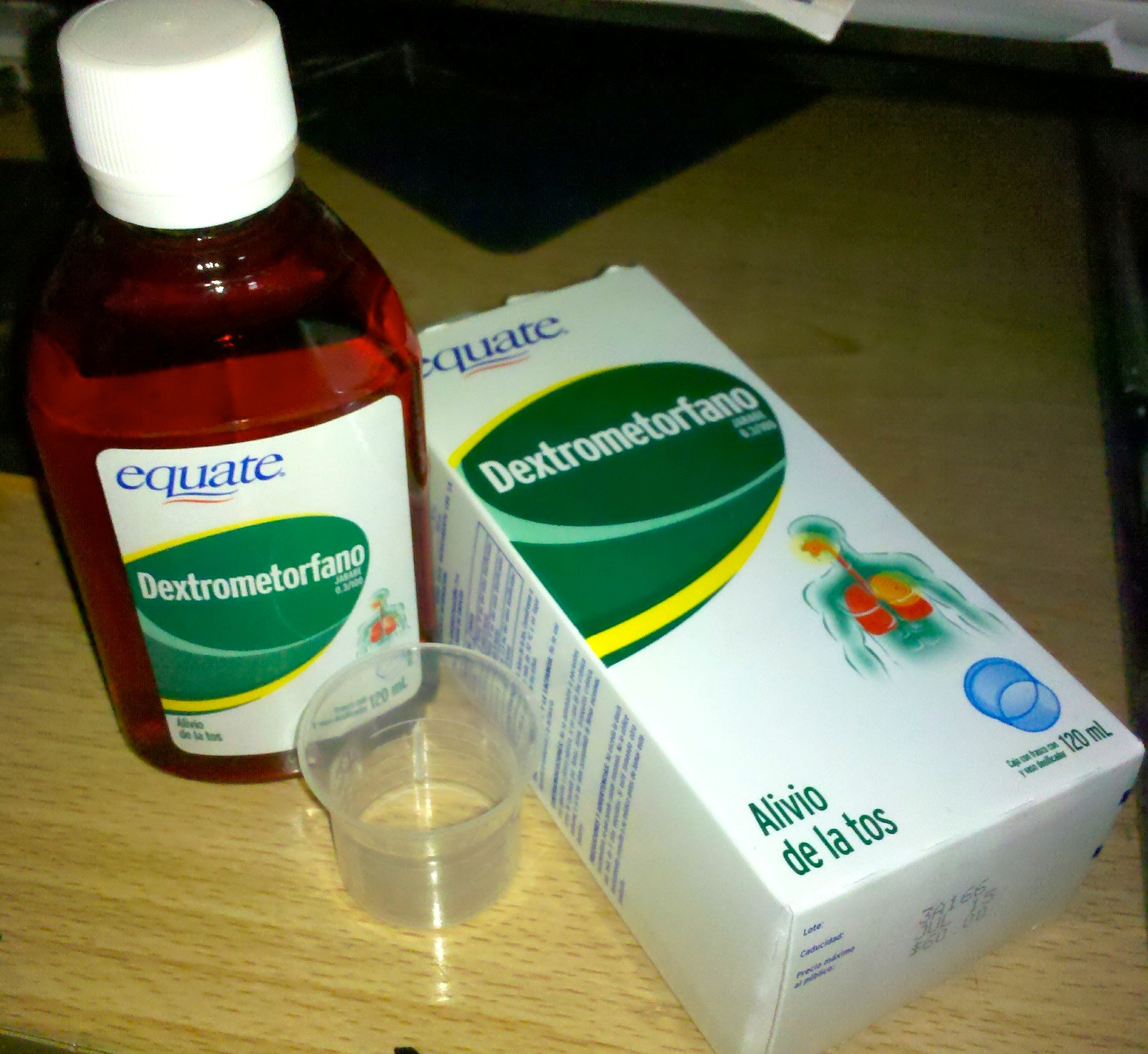
Sirop de tuse cu dextrometorfan

Medicamentul poate avea interacțiuni severe cu următoarele substanțe: isocarboxazidă, fenelzină, procarbazină, rasagilină, safinamidă, selegilină și tranilcipromină.
Nu se recomandă utilizarea la pacienții cu tuse productivă pentru că medicamentul poate favoriza acumularea secrețiilor traheo-bronșice.
Abuzul de dextrometorfan poate cauza dependență.

## Efecte Adverse
Printre efectele adverse ale dozelor obișnuite de dextrometorfan se numără:
- vedere neclară
- confuzie
- greață sau vomă
- sedare
- diaree
- constipație
- mâncărime
- deprimare respiratorie (rar)[21]

## Supradoză
Doza maximă zilnică recomandată de DXM este de 120mg, conform Food and Drug Administration. În cazul depășirii acestei doze, pot apărea anumite efecte în funcție de doza administrată:
- O doză cuprinsă între 200-400 mg provoacă halucinații și o euforie mai puternică.
- O doză cuprinsă între 300-600 mg cauzează pierderea abilităților locomotorii și distorsii vizuale.
- O doză cuprinsă între 500-1500 mg duce la senzații de părăsire a propriului corp.

În cazul supradozei de dextrometorfan pot apărea:
- greață sau vomă (severă)
- halucinații (vizuale și auditive)
- febră
- transpirație
- vedere dublă
- pupile dilatate
- tahicardie
- agitație
- paranoia
- dificultate în vorbire
- dificultate în deplasare
- comportament violent[34][35][36]
- senzații de plutire în aer
- atacuri de panică
- dezorientare
- somnolență

Aceste efecte durează în general aproximativ între 3 și 6 ore, însă acest lucru poate varia în funcție de doza administrată.
Deși rar, în cazul consumului în cantități foate mari de dextrometorfan poate apărea moartea. Acest lucru este mai ales întâlnit în situațiile în care substanța este combinată cu alte medicamente.

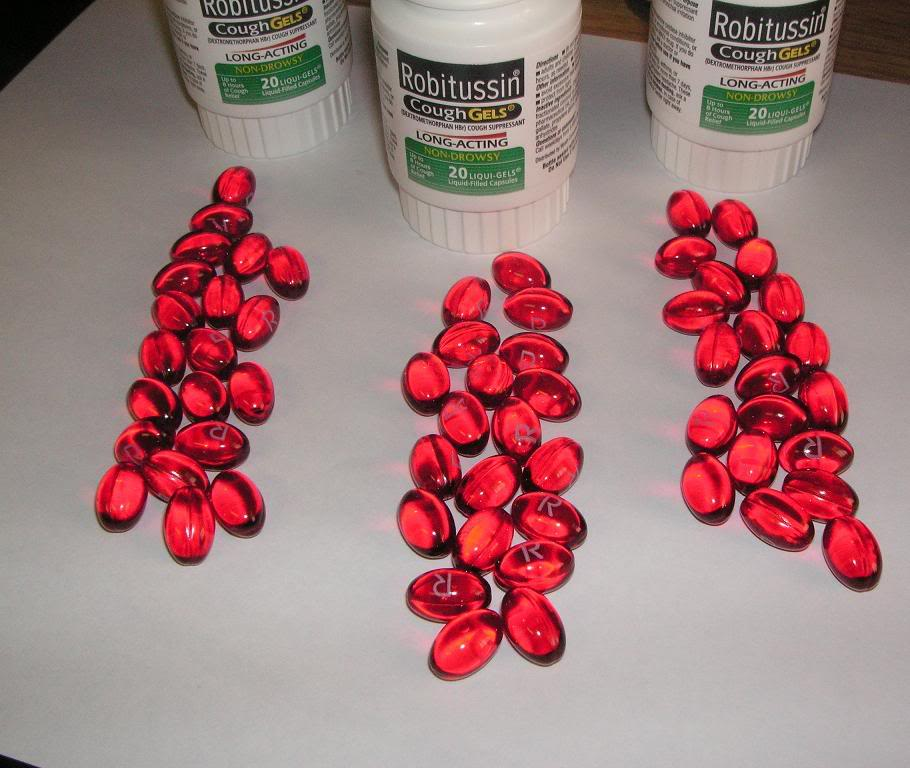
Pastile cu dextrometorfan

## Disponibilitate în România
În România, substanța se găsește în mărci precum Tussin Forte, Rofedex, Robitussin, Humisec și se eliberează pe baza unei prescripții medicale.